# Neolasioptera lantanae
Neolasioptera lantanae är en tvåvingeart som först beskrevs av Tavares 1922.  Neolasioptera lantanae ingår i släktet Neolasioptera och familjen gallmyggor. Inga underarter finns listade i Catalogue of Life.